# Combate do Rio San Lorenzo
O Combate do Rio San Lorenzo foi o primeiro engajamento entre forças paraguaias e argentinas na Guerra do Paraguai. O combate se deu próximo ao rio San Lorenzo, na Argentina, no dia 28 de abril de 1865 durante a Campanha de Corrientes e terminou com vitória dos paraguaios.

## O combate
Um pequeno regimento de cavalaria paraguaia de 50 cavaleiros sob o comando do tenente José de Jesús Martínez foi cercado por 400 cavaleiros argentinos bem equipados, próximo ao rio San Lorenzo. Após a negativa do comandante paraguaio em se render, os argentinos iniciaram uma série de ataques ao regimento, tendo os paraguaios resistido e quebrado o cerco, conseguindo escapar. Não se sabe o número de baixas do lado argentino. O Paraguai teve 4 cavaleiros mortos e vários feridos.